# Leadenhall Street

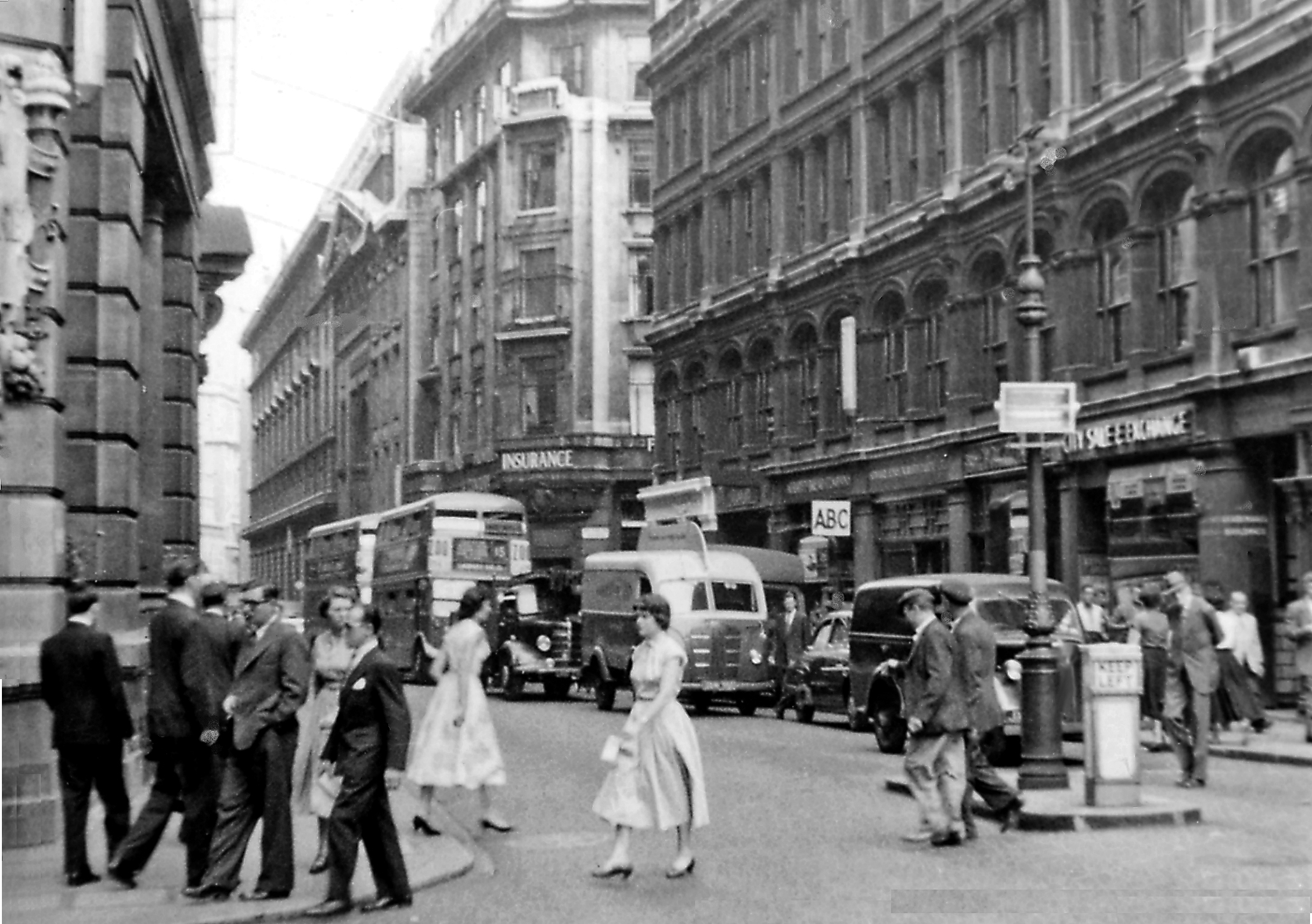
El extremo oeste de Leadenhall Street en 1955.

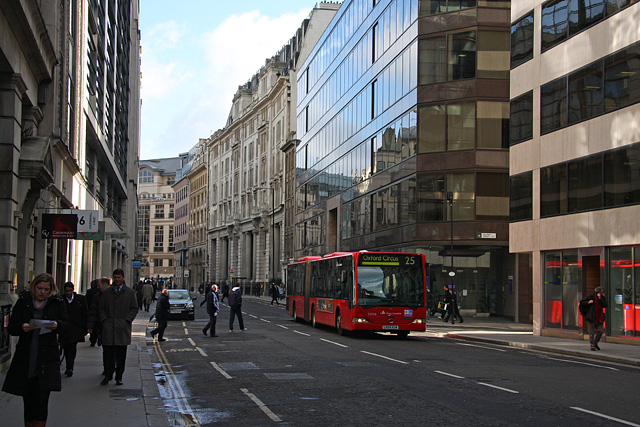
La parte este de la calle en 2007.

Leadenhall Street es una calle situada en Londres, Reino Unido, la cual tiene unos quinientos metros de longitud y une Cornhill y Bishopsgate en el oeste con St. Botolph Street y Aldgate en el este. Está situada en la City de Londres, el núcleo histórico de Londres y su distrito financiero principal.
Era antiguamente el inicio de la carretera A11 de Londres a Norwich, pero esa carretera empieza ahora en Aldgate High Street, justo al este de Leadenhall Street.
En el este de la calle se sitúa la Aldgate Pump. Durante gran parte de los siglos XVIII y XIX este nombre era sinónimo de la Compañía Británica de las Indias Orientales, que tenía allí su sede. Actualmente está asociada con la industria de los seguros y particularmente el mercado de seguros Lloyd's, cuyo edificio de 1928 a 1958 se situaba en dicha calle, y cuyo edificio actual también tiene una entrada en Leadenhall Street.
La estación más cercana del metro es Aldgate (líneas Circle y Metropolitan), y la estación de trenes más cercana es Fenchurch Street.

## Edificios y empresas

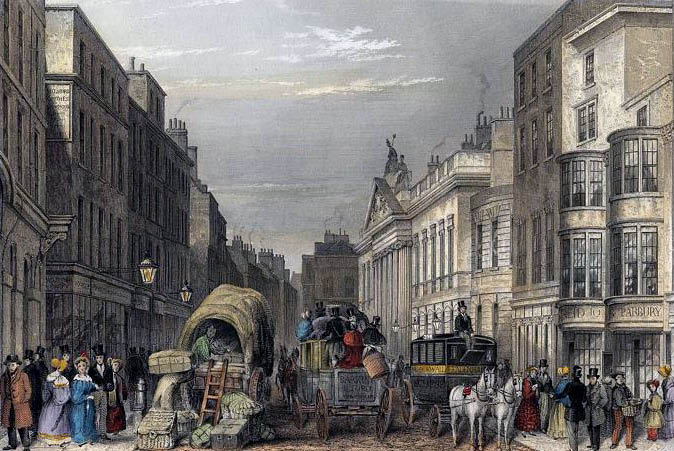
Una imagen de Leadenhall Street publicada en 1837.

En 1868 se fundó la Leadenhall Press tras el traslado de la editorial Field & Tuer al número 50 de Leadenhall Street.
En 1879 la Telephone Company Ltd. (Bell's Patents) instaló una centralita telefónica en el número 101 de Leadenhall Street, una de las primeras de Londres.
La calle albergó la East India House desde 1729 hasta su demolición en 1861. Actualmente esta parcela está ocupada por Lloyd's of London. Se puede acceder al Leadenhall Market por Whittington Avenue, una pequeña calle lateral de Leadenhall Street.
En el número 56 se sitúa la Bolsa de Metales de Londres, frente a la iglesia de St. Katharine Cree, que data de 1631 y fue declarada monumento clasificado de Grado I en 1950.
Varias empresas importantes tienen su sede en Leadenhall Street, incluidas Xchanging, Ace European Group, Verdasys's EMEA, y Allianz Global Risks. Debido a la proximidad de Lloyd's, varias aseguradoras y corredores de seguros tienen oficinas en Leadenhall Street. El Leadenhall Building, situado en el número 122, frente al Lloyd's Building, es un rascacielos de 48 plantas finalizado en 2014, actualmente el cuarto más alto de la ciudad. Se ha aprobado la construcción de un rascacielos de 38 plantas en el 52-54 Lime Street, en la intersección de Leadenhall Street y Lime Street. También se ha propuesto un nuevo complejo de oficinas, que incluye una torre de 34 plantas, para el 40 Leadenhall Street.